# Elek (település)
Elek (németül: Elek, románul: Aletea) város a Dél-Alföldi régióban, Békés vármegyében, a Gyulai járásban, közel a román határhoz. A második világháborúig a vármegye legnagyobb lélekszámú német közössége élt itt, a várost szinte teljes egészében svábok lakták. 5491 hektáros kiterjedésével a megye legkisebb közigazgatási területű városa.

## Fekvése
A régió és a megye keleti részén található, Békéscsabától 25, Gyulától 12 kilométerre, a román határ közelében. A szomszédos települések: észak felől Gyula, kelet felől, a jelenlegi országhatár túloldalán Ottlaka (Grǎniceri), dél felől Lőkösháza, délnyugat felől Nagykamarás, nyugat felől pedig Kétegyháza.
Természetföldrajzilag az Alföld Körös–Maros köze középtájának Békési-hát nevű kistájához tartozik.

### Megközelítése
Közúton a Gyulát Lőkösházán keresztül Battonyával összekötő 4444-es úton, illetve Kétegyházán keresztül Medgyesegyháza és Békéscsaba felől a 4435-ös úton érhető el. A közúti közösségi közlekedés szolgáltatója e településen is a Volánbusz.
A város határának délnyugati részét átszeli ugyan a MÁV 120-as számú (Budapest–)Szolnok–Békéscsaba–Lőkösháza-vasútvonala, de a vasútnak már évtizedek óta nincs megállási pontja Elek területén, a legközelebbi működő vasútállomás a mintegy 6 kilométerre lévő Kétegyháza vasútállomás, amelyen áthalad a 121-es számú Kétegyháza–Újszeged-vasútvonal is. Elek egykori vasútállomása a Kétegyháza–Elek–Kisjenő-vasútvonalon volt található, amelyen a forgalom Kétegyháza és Elek között 1972-ben megszűnt.

## Közélet és politika

### Polgármesterei
| Polgármester | Polgármester     | Polgármester               |                                  |
| ------------ | ---------------- | -------------------------- | -------------------------------- |
| 1990–1993    | Szántó István    | független                  | hivataláról lemondott            |
| 1994–1994    | Kecskeméti János | független                  | időközi választás: 1994. március |
| 1994–1998    | Kecskeméti János | Fidesz-MDF-FKgP-KDNP       |                                  |
| 1998–2002    | Kecskeméti János | Fidesz-FKgP-MDF-SZDSZ-KDNP | hivataláról lemondott            |
| 2002–2006    | Pluhár László    | MSZP                       |                                  |
| 2006–2010    | Pluhár László    | MSZP                       |                                  |
| 2010–2014    | Pluhár László    | MSZP                       |                                  |
| 2014–2019    | Pluhár László    | MSZP                       |                                  |
| 2019–2024    | Szelezsán György | független                  |                                  |
| 2024–        | Szelezsán György | Fidesz-KDNP                |                                  |

- Szántó István a rendszerváltás előtt tanácselnökként vezette a települést, majd 1990-től annak polgármestere lett; 1993 végén lemondott.[11]
- Kecskeméti János (Fidesz) 1994 márciusában időközi választáson nyerte el a polgármesteri tisztet, 2002 júniusában pedig lemondással távozott.
- Pluhár László MSZP-s színekben 2002-2019 között volt Elek első embere.
- Szelezsán György 2019-ben a szavazatok 67.65 %-át elnyerve lett polgármester, posztját 2024-ben 75,44 %-os eredménnyel erősítette meg.

| 1990-1993     | '94. márc.       | 1994-1998             | 1998-2002                    | 2002-2006     | 2006-2010     | 2010-2014     | 2014-2019     | 2019-2024        | 2024-            |  |
| ------------- | ---------------- | --------------------- | ---------------------------- | ------------- | ------------- | ------------- | ------------- | ---------------- | ---------------- |  |
| Szántó István | Kecskeméti János | Kecskeméti János      | Kecskeméti János             | Pluhár László | Pluhár László | Pluhár László | Pluhár László | Szelezsán György | Szelezsán György |  |
|               |                  |                       |                              |               |               |               |               |                  |                  |  |
| –             | Fidesz           | Fidesz-MDF- FKGP-KDNP | Fidesz- FKGP-MDF- SZDSZ-KDNP | MSZP          | MSZP          | MSZP          | MSZP          | független        | Fidesz-KDNP      |  |

### Jelenleg
2019-
A város polgármestere Szelezsán György (független).
Az alpolgármester Botás Erika, A település képviselő-testülete (a polgármesterrel együtt) 7 főből áll. A képviselő-testületben a függetlenek vannak többségben, egyetlen képviselő szerzett mandátumot MSZP-DK-s jelöltként.
-Tolnai Péter (Fidesz-KDNP) a Békés Megyei Közgyűlés képviselője és
-Pluhár János László (MSZP-Demokratikus Koalíció) a Békés Megyei Közgyűlés képviselője
-2019
A város polgármestere Pluhár János László (MSZP). Az alpolgármesterek dr. Heimné Máté Mária (MSZP) és Turóczy András (FIDESZ-KDNP). A település képviselő-testülete (a polgármesterrel együtt) 7 főből áll. A képviselő-testületben az MSZP-frakció van többségben, 4 fővel. A polgármester és 3 képviselő MSZP-s, míg 3 képviselő Fidesz-KDNP-s. Tolnai Péter önkormányzati képviselő egyben a Békés Megyei Közgyűlés képviselője és alelnöke is. Emiatt ő semmilyen tisztséget nem vállalt az önkormányzatnál, tehát egy bizottságnak sem lett sem elnöke, sem egyszerű tagja. Így az ő egyetlen viselt tisztsége Eleken: önkormányzati képviselő. 

### A város képviselő-testülete 2019-től[13]
| Név                         | Jelölő szervezet(ek)      | Tisztség       |
| --------------------------- | ------------------------- | -------------- |
| Szelezsán György            | független                 | Polgármester   |
| Kecskés Andrea              | független                 | alpolgármester |
| Csuvarszkiné Sarkadi Ibolya | Fidesz-KDNP (2022.12-től) | képviselő      |
| Papp László                 | független                 | képviselő      |
| Ferenczi Zsolt              | független                 | képviselő      |
| Turóczy András              | független                 | képviselő      |
| Pelle László                | MSZP                      | képviselő      |
|                             |                           |                |
| Veres Zoltán                | független (2022.12-ig)    | képviselő      |
| Botás Erika                 | független (2023.01-ig)    | alpolgármester |

Pénzügyi, Szociális és Településfejlesztési Bizottság 2023.02-től
| Elnök:        | Ferenczi Zsolt                               |
| Tagok:        | Turóczy András Papp László                   |
| Külsõs tagok: | Liszkainé Kráder Mária Turláné Emenet Ildikó |

Ügyrendi, Társadalmi Kapcsolatok, Kulturális és Sport Bizottság 2023.02-től
| Elnök:        | Turóczy András                           |
| Tagok:        | Csuvarszkiné Sarkadi Ibolya Pelle László |
| Külsõs tagok: | Kásziánné Házse Magdolna Lénárt Istvánné |

#### Pénzügyi és Társadalmi Kapcsolatok Bizottsága 2019-től -2022.12 -ig
| Elnök:        | Ferenczi Zsolt                     |
| Tagok:        | Veres Zoltán Pelle László          |
| Külsõs tagok: | Liszkainé Kráder Mária Papp László |

Pénzügyi és Társadalmi Kapcsolatok Bizottsága -2019
| Bizottsági tag neve              | Tisztsége | Képviselő/nem képviselő tag |
| -------------------------------- | --------- | --------------------------- |
| Zsidó Ferenc György              | Elnök     | Képviselő elnök             |
| Lukács László és Pelle László    | Tag       | Képviselő tag               |
| Nánási Mihály és Tóbiás Sándorné | Tag       | Nem képviselő tag           |

#### Ügyrendi és Szociális Bizottság 2019-től - 2022.12- ig
| Elnök:        | Veres Zoltán                             |
| Tagok:        | Kecskés Andrea Ferenczi Zsolt            |
| Külsõs tagok: | Kásziánné Házse Magdolna Lénárt Istvánné |

Ügyrendi és Szociális Bizottság -2019
| Bizottsági tag neve                        | Tisztsége | Képviselő/nem képviselő tag |
| ------------------------------------------ | --------- | --------------------------- |
| Dávid Rémusz                               | Elnök     | Képviselő elnök             |
| Lukács László és Pelle László              | Tag       | Képviselő tag               |
| Rocskár Jánosné és Popucza-László Erzsébet | Tag       | Nem képviselő tag           |

Társadalmi Kapcsolatok, Kulturális és Sport Bizottság 2019-től 2022.12-ig
| Elnök:      | Kecskés Andrea                                      |
| Tagok:      | Ferenczi Zsolt Pelle László                         |
| Külsõs tag: | Csuvarszkiné Sarkadi Ibolya Wittmanné Abonyi Mónika |

## Etimológia
Elek neve kazár-magyar eredetű, Attila egyik fia, Ellák nevéből származik. A név valójában egy tisztségnév, ugyanis az elek < ótörök älik / ilik / ilig ("herceg, uralkodó, király) szóra vezethető vissza, mely az *el (királyság, uradalom) + lä-g (uralkodni, az uralkodás) elemekből tevődik össze.

## Története
Elek területe már a honfoglalás előtt is lakott volt.
Elek nevét elsőként 1232-ben említik. A török időkben kihalt. 1724-ben Békés megye több más településéhez hasonlóan Harruckern János György betelepítette német telepesekkel.
Vályi András 1796-ban ezt írta a településről: "ELEK. Elegyes német, és oláh falu Arad Vármegyében, földes Ura Báró Harucker Uraság, lakosai katolikusok, és ó hitűek, fekszik közel a’ fejér Köröshöz, határbéli földgye elég termékeny, noha egy részen határja salétromos, melly hasznos marháiknak, szőlei is meglehetősek lévén, első Osztálybéli."
Fényes Elek 1851-es leírása alapján: "Elek, oláhul Aletye, német falu, Arad vgyében, Békés vgye szélén, Gyulához délre 2 mfd., 382 házzal, és 3090 lak., kik kevés oláh cselédet és házatlan zsellért kivéve, romai kath. németek, kiket 1724-ben b. Haruckern Ferencz telepitett ide Würtembergből, Frankfurt vidékéről, Bajorországból. Van szép paroch. temploma. Róna határa 7517 1/2 h., mellyből szántóföld és kaszálló, mindenik lakosnak egy tagban, 5196 1/2 hold; közlegelő 1914 h., szőlő 130 h., pótlék urb. föld 260 hold, majorsági curialis hely 12 h. és 5 hold dézsmáskert, s 17 hold föld. Földje fekete homokos, s az idevalók főleg tisztabuzát, s ugar helyett kukoriczát termesztenek. Marhatenyésztése a juhon kivül virágzó, de nem a határon, hanem a szomszéd pusztákon bérlett földeken. Általjában az eleki lakosok igen vagyonos és fáradhatlan emberek. Birtokosa: gr. Wenckheim Ferenczné, szül. gr. Pálffy Borbála."
1854-ben már mezőváros, majd e rang megszűnése után a 19. század végén nagyközséggé alakult. Ekkoriban már zsidók is éltek a községben. Kiemelkedett közülük a Schillinger, Philipp és Blantz család.
Az 1880-as népszámlálás idején Elek lakosságának 65%-a vallotta magát németnek, 24%-a románnak, 1%-a szlováknak. A magyar lakosság ekkoriban még csak 10%-ot érte el.
A Révai nagy lexikona szerint: "Elek: nagyk. Arad vm. eleki j.-ban (1910) 7261, túlnyomóan német, tov. oláh és magyar lak. A járás szolgabirói hivatalának székhelye, van takarékpénztára, takarék- és hitelegylete, tejszövetkezete, csendőrőrse, vasúti állomása, posta-, távíró és telefonállomása."
A trianoni békeszerződés után a fejlődő község az országhatár közelébe került, elvesztette piaca nagy részét. 1920 és 1923 között a csonka Arad vármegye székhelye volt, 1923-tól 1946-ig Csanád, Arad és Torontál k.e.e. vármegyéhez tartozott, melynek neve 1945-től egyszerűen Csanád vármegye lett. Eleket 1946-ban csatolták Békés vármegyéhez, és ekkor vesztette el járási székhely szerepkörét is.
A második világháború alatt a helyi zsidóság tagjait munkaszolgálatra és Auschwitzba hurcolták, a huszonhat eleki zsidó közül csak nyolcan maradtak életben. A háború után a német lakosokat elhurcolták kényszermunkára és más telepeseket telepítettek a helyükbe. Eleken a kitelepítések egyik legszörnyűbb fejezetét írták: a statisztikák szerint 5619 német lakost űztek el otthonukból, többet, mint amennyi a város teljes mai lakossága . 1990 óta rendszeresen találkozókat rendeznek Elek lakói az elüldözöttekkel.
Eleknek 1950 és 1990 között mindvégig önálló tanácsa volt, 1970-ben nagyközséggé nyilvánították. Békés megyéhez 1946-ban történt csatolásától a járások megszűnéséig, 1983 végéig a Gyulai járáshoz tartozott, ezután 1990-ig a Gyulai városkörnyékhez.
A település külterületén fekvő, már megszűnt Országút megállóhely közelében történt 1979 decemberében a 11 halálos áldozattal járó, lőkösházi autóbusz-baleset néven ismertté vált szerencsétlenség, melyben egy autóbusz és egy vonat ütközött össze.
Elek 1996 óta város. Napjainkban több nemzetiség is lakja, németek, szlovákok, románok, cigányok.

### Népcsoportok
2001-ben a város lakosságának 84%-a magyar, 8%-a román, 4%-a cigány és 4%-a német nemzetiségűnek vallotta magát, illetve kisebb szlovák közösség is él itt.
A 2011-es népszámlálás során a lakosok 81,9%-a magyarnak, 8% cigánynak, 4,2% németnek, 5,5% románnak, 1,1% szlováknak mondta magát (17,8% nem nyilatkozott; a kettős identitások miatt a végösszeg nagyobb lehet 100%-nál).
2022-ben a lakosság 90,6%-a vallotta magát magyarnak, 5,2% románnak, 3,6% cigánynak, 2,1% németnek, 1,2% szlováknak, 0,1-0,1% ukránnak, szerbnek és lengyelnek, 1,5% egyéb, nem hazai nemzetiségűnek (9,1% nem nyilatkozott; a kettős identitások miatt a végösszeg nagyobb lehet 100%-nál).

### Lakosságszám alakulása
- 1840: 3163 fő
- 1851: 3090 fő
- 1910: 7261 fő
- 1940: 9327 fő
- 1983: 5839 fő
- 1990: 5582 fő
- 2001: 5531 fő
- 2010: 4985 fő[17]
- 2018: 4857 fő         állandó férfi lakosság :2380 fő, állandó női lakosság :2477 fő  KSH kód:32957
- 2019: 4816 fő
- 2022: 4708 fő [18]     nő: 2412 fő  férfi : 2296 fő

| Lakosok száma | 4851 | 4797 | 4513 | 4443 | 4290 | 4246 | 4274 |
|               | 2013 | 2014 | 2019 | 2021 | 2022 | 2023 | 2024 |

## Vallás
A 2001-es népszámlálás adatai alapján a lakosság kb. 38,5 %-a római katolikus, kb. 12,5 %-a református, kb. 4 %-a görögkatolikus és kb. 2 %-a evangélikus vallású. Más egyházhoz vagy felekezethez kb. 5 % tartozik, míg nem tartozik egyetlen vallási közösséghez sem, vagy nem válaszolt kb. 38 %.
2011-ben a vallási megoszlás a következő volt: római katolikus 23,4%, református 8%, evangélikus 1,2%, görögkatolikus 1,9%, felekezeten kívüli 33,7% (28% nem nyilatkozott).
2022-ben vallásuk szerint 17,6% római katolikus, 5,3% református, 1,6% görög katolikus, 1,6% egyéb keresztény, 1,1% ortodox, 0,8% egyéb katolikus, 0,7% evangélikus, 28,6% felekezeten kívüli (42,7% nem válaszolt).

### Római katolikus egyház
A Szeged-Csanádi egyházmegye (püspökség) Békési Főesperességében lévő Gyulai Esperesi Kerülethez tartozik, mint önálló plébánia. Plébániatemplomának titulusa: Sarlós Boldogasszony. Római katolikus anyakönyveit 1734 óta vezetik.

### Református egyház
A Tiszántúli Református Egyházkerület (püspökség) Békési Református Egyházmegyéjéhez (esperesség) tartozik, mint missziói egyházközség.

### Evangélikus egyház
A Déli evangélikus egyházkerület (püspökség) Kelet-Békési Egyházmegyéjében (esperesség) lévő Gyulai Evangélikus Egyházközséghez tartozik, mint leányegyház.

### Görögkatolikus egyház
A város görögkatolikus vallású lakosai a Szórvány Helynökség Makói paróchiájához tartoznak, mint filia.

## Nevezetességei

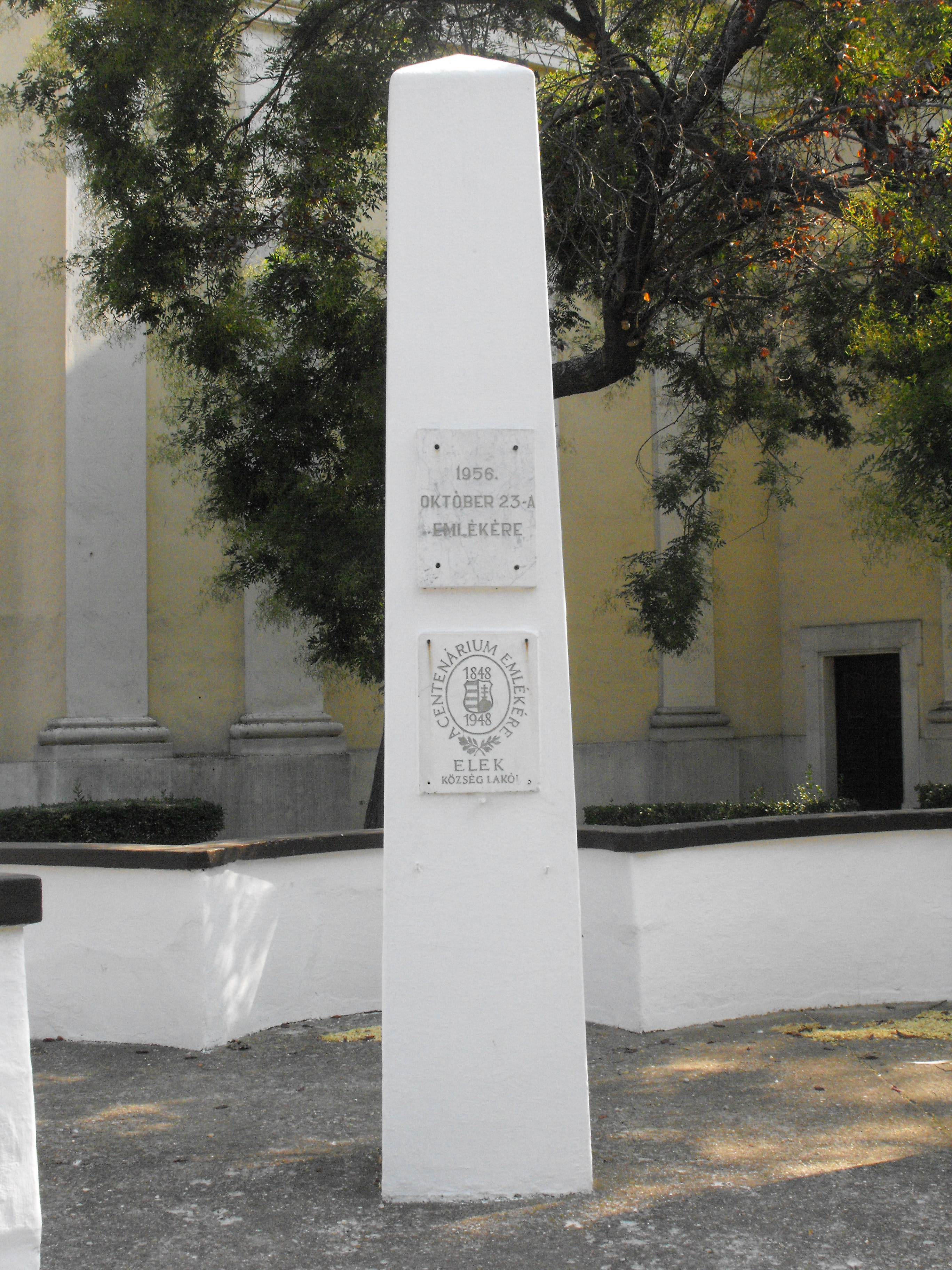
Az 1956-os emlékmű

## Nevezetességei[24]

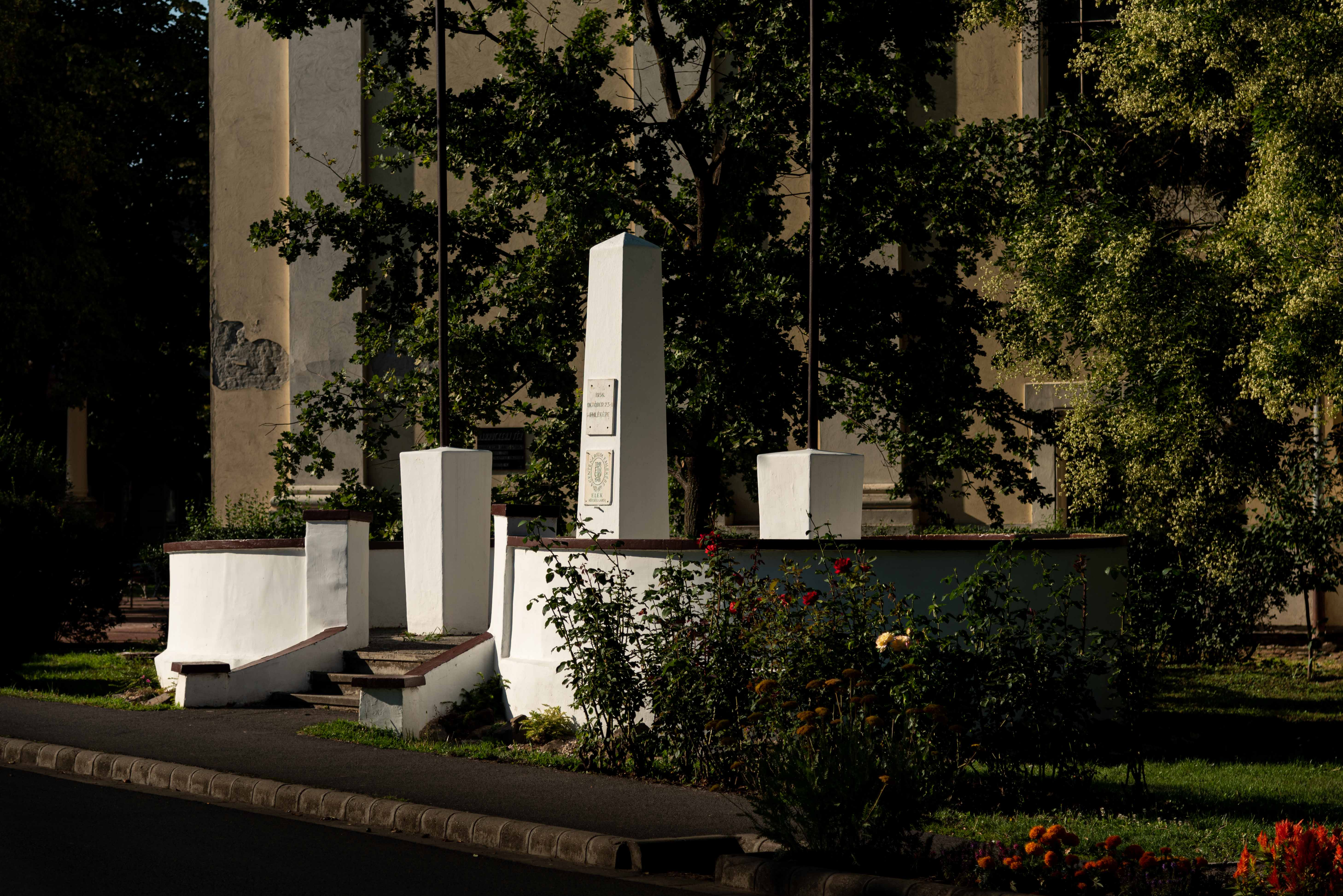
1848-49-es emlékmü

- 1848-49-es emlékmüAz 1848–49-es forradalom és szabadságharc, valamint az 1956-os forradalom emlékére állított obeliszk.
- II. világháborús és a munkatáborokban meghaltak emlékműve: Mladonyiczki Béla alkotása.II. világháborús és a munkatáborokban meghaltak emlékműve: Mladonyiczki Béla alkotása.
- Cigány tájház.

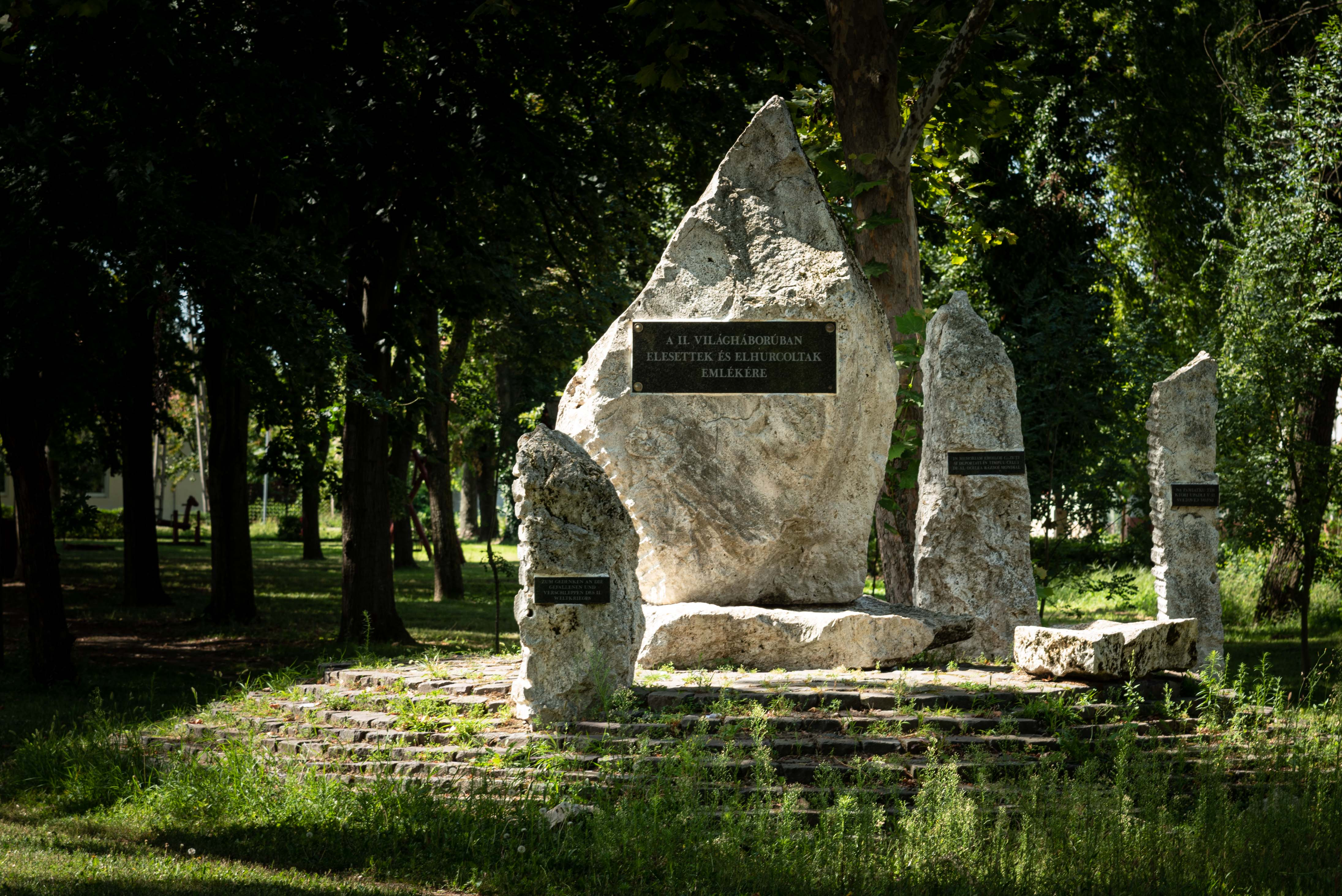
II. világháborús és a munkatáborokban meghaltak emlékműve: Mladonyiczki Béla alkotása.

- A kitelepített németek országos emlékműve: Kingl Sándor alkotása 2001-ben készült.

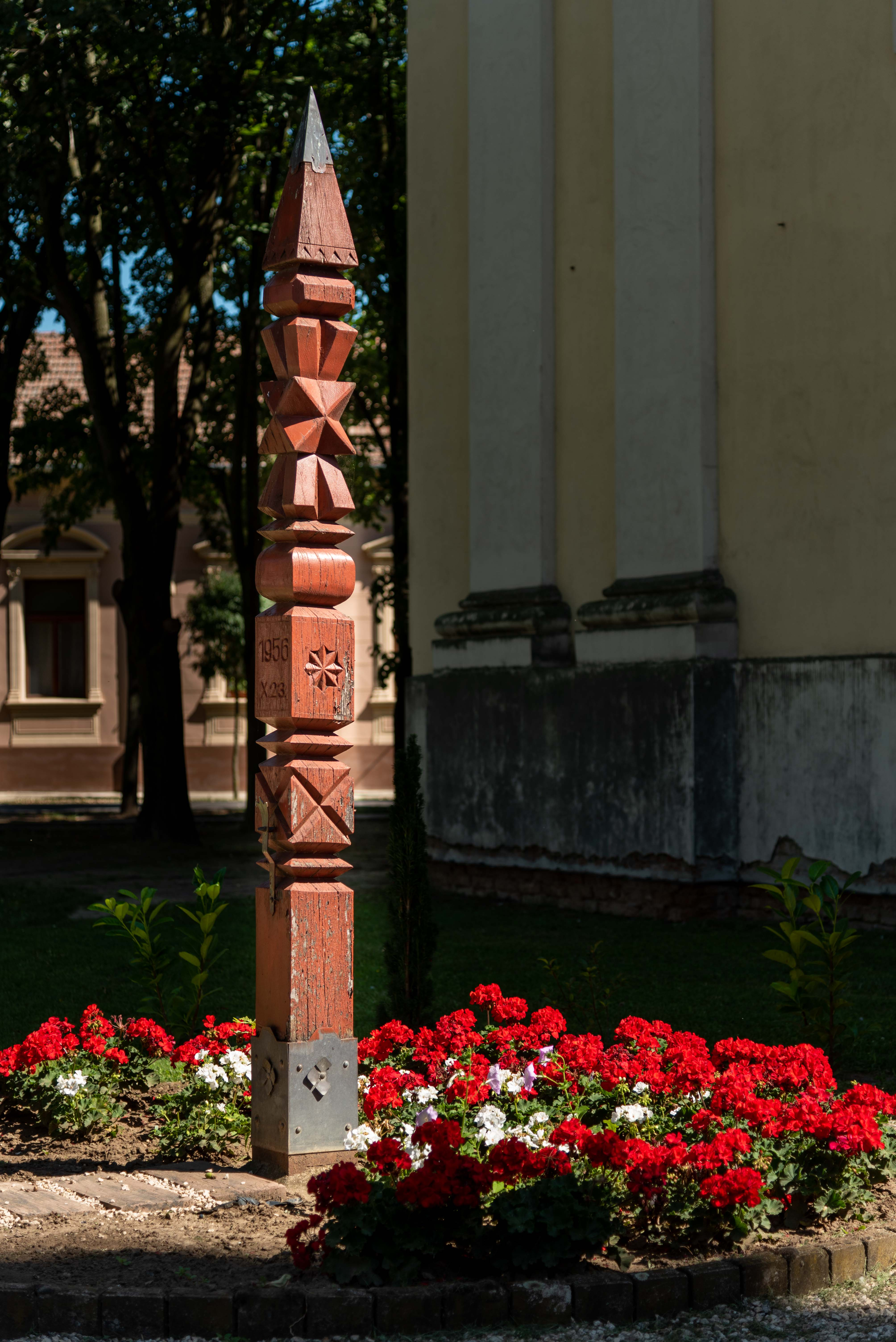
1956-os kopjafa-emlékmü

- 1956-os kopjafa-emlékmüKopjafa emlékmű: 1999-ben állították.
- Német tájház.A német nemzetiség tájházának egy régi polgári ház ad helyet. A `Leimen Házban` berendezett tájszobák, közösségi helyiségek és iroda szolgálják a német hagyományok ápolását.[25]
- Polgári házak: A 19. század végén, a 20. század elején épültek.
- Volt Vármegyeháza: az egykori Csonka-Arad vármegye (1920-23) székházának épült.
- Római katolikus (Sarlós Boldogasszony-) templom: 1796-ban épült, barokk stílusban. 1904-ben két oldalhajóval bővítették.
- Román tájház.
- Sírkőkert.

- Szent István király mellszobra.

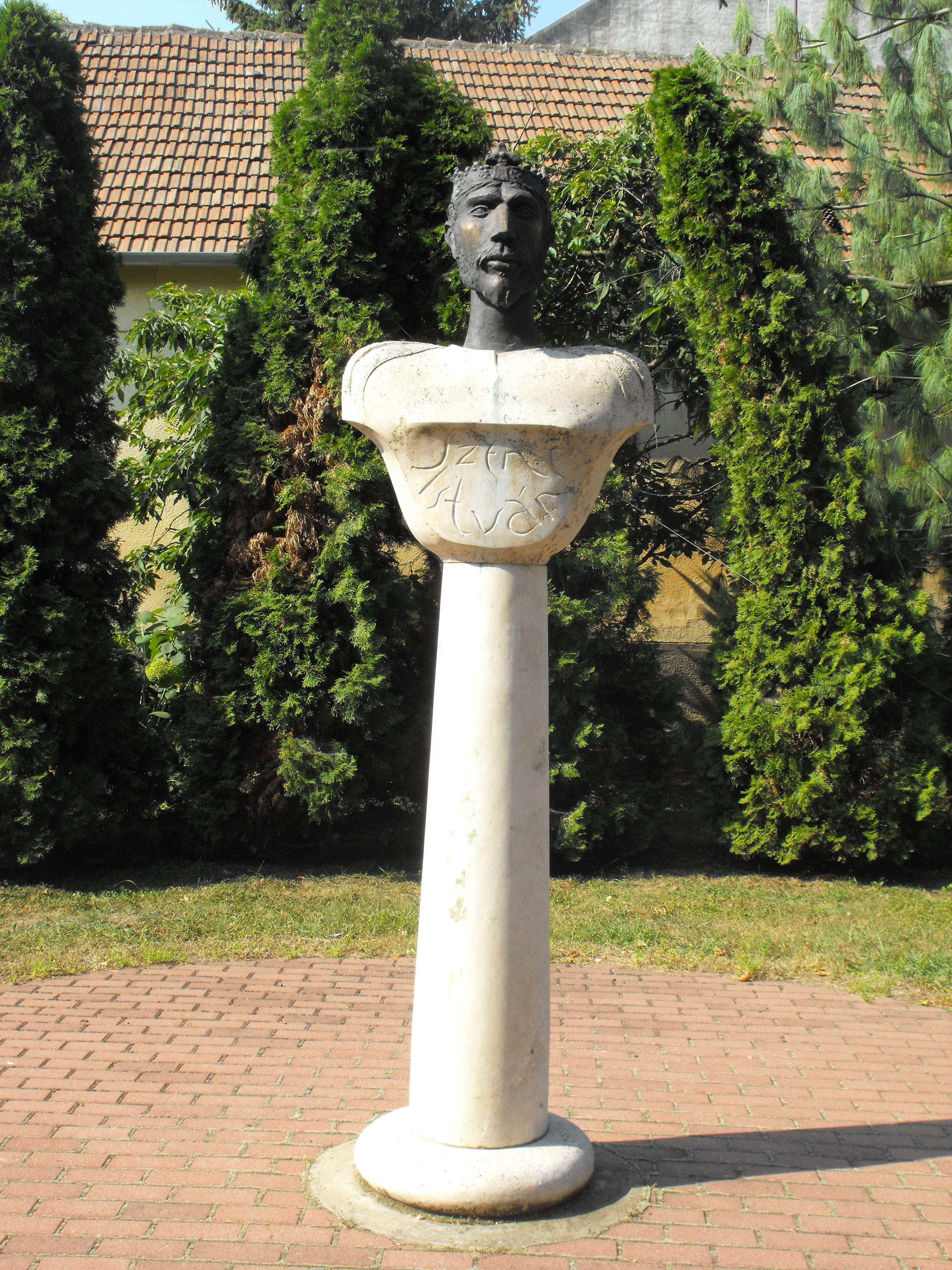
I. István király mellszobra

- I-II. világháborús emlékmű: 1924-ben és 1996-ban készült.
- Zsidó temető, a román temető területén belül, kiemelt zsidó épített emlék.

## Sport
A település labdarúgó-csapata, az Elek LE (vagy Eleki TC, másképpen Elek SE) a Békés megyei bajnokság I. osztályában szerepel. A klubot 1931-ben alapították és közel nyolcvanéves fennállása alatt szinte kizárólag a megyei bajnokságok különböző osztályaiban szerepelt.
A klubot 1931-ben alapították. Stadionja a Kölcsey Ferenc utcában van. A klub színei a kék fehér. 
Megváltoztatták a nevét 1949-ben Eleki TC-ről Eleki EPOSz lett a neve. Eleki DISz lett 1950-ben. 
1951 és 1952 között Eleki FSz SK lett a neve. Eleki Szövetkezeti SK lett 1952-től. 
Elek SK is volt a neve. A csapatnak sok neve volt tehát, Elek FC, Elek SK, Elek SE, Elek Labdarúgó Egyesület, 
Elek Duraflex. Szerepelt már az Elek LE a Békés megyei I. osztályban, a Békés megyei II. osztályban.8
2015 óta működő Velek Vezér Hagyományőrző Íjász Egyesület hagyományőrző- , illetve sporttevékenységet végez Eleken. Évente megrendezésre kerül  VELEK VIADAL Örömíjász Verseny.  Fiatal íjászokat képeznek az eleki Dr Mester György Általános általános iskolában
Eleki Szabadidős Lovas Klub Egyesület – A nemzetközi érdeklődés középpontjába került a település, mert 1999-ben épített fogathajtó versenyek rendezésére alkalmas lóversenypályát.

## Ismert személyek

### Itt születtek
- Kehrer Károly (1873–1946) Arad vármegye tanügyi főtanácsosa, majd a Magyar Királyi Vallás- és Közoktatásügyi Minisztérium tanügyi főtanácsosa
- Prohászka Elvira (1902–1981) magyar író, szerkesztő, irodalomszervező
- Kehrer Gyula (1908–1994) pedagógus, a Mária Terézia által alapított veszprémi Lovassy László Gimnázium biológia tanára (1950–1986)
- Arató Mátyás (1931–2015) matematikus
- Szabó Péter (1935-2022) néptáncos,[31] a népművészet mestere, az Eleki Román Hagyományőrző Néptáncegyüttes tagja, a Magyar Arany Érdemkereszt kitüntetettje[32]
- Almási István (1944–2017) politikus, Hódmezővásárhely polgármestere
- Szigeti Lajos (született Zimmermann; 1944–2012) katonatiszt, hadtörténész, egyetemi tanár
- Steiger Kornél (1945) filozófus, egyetemi tanár
- Gellér Mihály (1947–2024) többszörös magyar bajnok síelő, síugró
- Kelemen Endre (1947) atléta, magasugró, sportvezető[33] (1971: Európa-bajnokság bronz 217 cm, 1975: Európa-bajnokság ezüst 219 cm)
- Magyar Mária (1948–2023) magyar színésznő
- Tihanyi Péter (1956) magyar színész
- Bágy János (1961–2021) román hagyományőrző néptáncos, a Népművészet Ifjú Mestere[34]
- Lázok János (1984) labdarúgó
- Rónavölgyi Sándor jogvédő
- Selley Ferenc (született: Selley), a mezőgazdasági tudományok kandidátusa
- Gál György (1932.08.10 Elek-2011)alapító tagja az Eleki Román Hagyományőrző Együttes alapítótagja. 1989-ben a Népművészet Mestere címet megkapta.
- Gál László (1962.04.02-2017.12.17) A Népművészet Ifjú Mestere, Örökös Aranysarkantyús Táncos, néptáncpedagógus, nagy szerepe volt az eleki román táncok országos megismertetésében.

## Itt éltek, élnek
- Reibel Mihály itt volt esperes plébános, itt is halt meg 1959-ben.
- Gy-Bágy Katalin Író

## Rendezvények
- Maszkos felvonulás: minden év februárjában
- Nemzetiségi bálok
- Elekiek Világtalálkozója: kétévente augusztus első hétvégéjén

## Testvérvárosai
- Gerolzhofen, Németország (1990)
- Alerheim, Németország (1992)
- Borossebes, Románia (1992)
- Leimen, Németország (1992)
- Gerlingen, Németország
- Laudenbach, Németország (1994)
- Nagykapos, Szlovákia (1996)
- Ottlaka, Románia (1997)
- Igazfalva, Románia (2019)

## További információ k
- Elek hivatalos honlapja
- Elek az utazom.com honlapján
- Térkép Kalauz – Elek
- Elek a TérképCentrumban Archiválva 2011. augusztus 22-i dátummal a Wayback Machine-ben